# Моратілья-де-лос-Мелерос
Моратілья-де-лос-Мелерос (ісп. Moratilla de los Meleros) — муніципалітет в Іспанії, у складі автономної спільноти Кастилія-Ла-Манча, у провінції Гвадалахара. Населення — 129 осіб (2010).
Муніципалітет розташований на відстані близько 65 км на схід від Мадрида, 24 км на південний схід від Гвадалахари.

## Демографія
Динаміка населення (INE ):